# Тинченко Ярослав Юрійович
Ярослав Юрійович Тинченко (нар. 5 листопада 1976, Київ) — український історик і журналіст, кандидат історичних наук, автор багатьох праць з української військової історії, зокрема періоду Визвольних змагань та радянського періоду першої половини XX століття.

## Життєпис
Народився 5 листопада 1976 року у Києві.
Закінчив заочне відділення історичного факультету Львівського державного університету імені Івана Франка. Спеціалізації — військова історія України 1917—1920 років, історія громадянської війни, уніформологія.
З 1992 року системно співпрацює зі Збройними Силами України. Має низку відзнак Міністерства оборони України.[джерело?]
У 1993—1997 роках був членом Української Республіканської партії, працював у Секретаріаті УРП. У той період займався пошуковою діяльністю. Спільно з В.Овсієнком, М.Горбалем, та іншими істориками і громадськими діячами, брав участь у науково-практичних експедиціях на Урал (табір Перм-36 у Кучино), на Кольський півострів (Сандормох), Соловецькі острови. Співпрацював з українським та російським правозахисними товариствами «Меморіал».[джерело?]
З 1994 року також займався самостійними дослідженнями репресованих військових діячів. Зокрема, є автором монографії «Голгофа русского офицерства в СССР, 1930—1931» — єдиної[джерело?] комплексної публікації про репресії колишніх офіцерів у Радянському Союзі на початку 1930-х років.
Працював та працює у таких виданнях: «Народна газета» (укр., 1993—1995), «Народна Армія» (укр. 1990-і рр.), «Військо України» (укр. 1996—2000), «Киевские ведомости» (рос. 1997—2006) «Політика і культура» (укр. 2001—2002), «Фокус» (рос. 2006—2008), журнал «Антиквар» (2012—2013), а також — «Час-Time», «День», «Столичные новости», «Новое время», «Киевский телеграф». Від 2009 року — автор журналу «Український тиждень». Загалом автор близько тисячі статей в науковій та періодичній пресі.[джерело?]
З квітня 2014 року на посаді заступника директора Національного військово-історичного музею України з наукової роботи.
З початку вересня 2014 до весни 2015 року був координатором проекту Місія «Евакуація-200» — пошук, вивезення та ідентифікація загиблих. Займається ідентифікацією невстановлених загиблих 2014 р., які поховані, як тимчасово невстановлені, на Краснопільському (м. Дніпро), Кушугумському (м. Запоріжжя) та Старобільському кладовищах. Був ініціатором створення Стіни пам'яті на мурах Михайлівського Золотоверхого монастиря, а також — Центрального будинку офіцерів Збройних Сил України. Став одним із засновників та авторів електронного ресурсу «Книга пам'яті полеглих за Україну». Спільно з колективом музею на початку 2015 року створив постійно діючу експозицію присвячену Війні на сході України, що стала найбільшою в Україні на той час.[джерело?]

## Визнання
- Лавреат конкурсу на найкращу публікацію в пресі про український правозахисний рух (Благодійний фонд пам'яті Олекси Тихого, 2001 рік).
- 3 березня 2008 року став лауреатом Всеукраїнського рейтингу «Книжка року 2007» — переможець в номінації «Минувшина» підномінації «Нова історія». Праця «Офіцерський корпус Армії Української Народної Республіки (1917—1921)».

- Short list Всеукраїнського рейтингу «Книжка року 2009» у номінації «Минувшина» в підномінації «Дослідження». Праця «Українські збройні сили: березень 1917 р.– листопад 1918 р. (організація, чисельність, бойові дії)».
- Лауреат XVI Всеукраїнського рейтингу «Книжка року 2014» у номінації «Минувщина» в підномінації «Популярні видання/історична белетристика» лауреатами стали «Війська Ясновельможного Пана Гетьмана. Армія української держави, травень-грудень 1918 року»; «Під зіркою Давида. Єврейські національні формування в Україні в 1917—1920 роках»[8].

## Праці

### Книги
- Українське офіцерство: шляхи скорботи та забуття, 1917—1921. — 1995.
- Перша українсько-більшовицька війна (грудень 1917 — березень 1918). [Архівовано 23 лютого 2015 у Wayback Machine.] — 1996
- «Белая гвардия» Михаила Булгакова. [Архівовано 23 лютого 2015 у Wayback Machine.] — Київ — Львів, 1997 (рос.)
- Голгофа русского офицерства в СССР. 1930—1931 годы. [Архівовано 16 липня 2015 у Wayback Machine.] — М.:, 2000 (рос.)
- Армии Украины 1917—1920 гг. [Архівовано 7 лютого 2022 у Wayback Machine.] — М.: Восточный горизонт, 2002. (рос.)
- Офіцерський корпус Армії Української Народної Республіки (1917—1921). — К.: Темпора
книга 1: 2007. — 536 с. — ISBN 9668201264.
книга 2: 2011. — 424 с.
- Українські збройні сили: березень 1917 — листопад 1918 р. (організація, чисельність, бойові дії). — К.: Темпора, 2009. — 480 с.: іл. — ISBN 9789668201806
- Новітні Запорожці. Війська Центральної Ради. Березень 1917 — квітень 1918. — К.: Темпора, 2010. — 112 с.: іл. — ISBN 9789668201462
- Герої українського неба: пілоти визвольної війни 1917-1920 рр. [Архівовано 7 лютого 2022 у Wayback Machine.] — К.: Темпора, 2010. — 200 с.: іл. — ISBN 978-966-8201-94-3.
- Військово-морські сили України, 1917—1921 рр. [Архівовано 7 лютого 2022 у Wayback Machine.] — К.: Темпора, 2012. — 116 с.: іл. — ISBN 978-617-569-016-1.
- Панцирні потяги, панцирники та залізничні війська у Визвольній війні 1917—1920 рр. — К.: Темпора, 2012. — 112 с.: іл. — ISBN 9786175690444
- Книга учета лиц состоявших на особом учете бывших белых офицеров в органах ГПУ Украины в 4 тт. — Х.: САГА, 2012. — 540 с.
- Під зіркою Давида. Єврейські національні формування в Україні в 1917—1920 роках. — К.: Темпора, 2014.
- Війська Ясновельможного Пана Гетьмана. Армія Української Держави, травень-грудень 1918 року. — К.: Темпора, 2014.
- 1919. Дієва армія УНР, листопад 1918 — листопад 1919 р.: науково-популярне видання. — К.: Темпора, 2017.
- Лицарі Зимових походів. — К.: Темпора, 2017. — 760 с. — ISBN 978-617-569-302-5.
- Від козаків до гусарів. — К.: Темпора, 2018. — 214 с. — ISBN 978-617-569-333-9.

### Відомі статті
- Ландскнехт без страху і докору: військова кар'єра Миколи Какуріна // З архівів ВУЧК-ГПУ-НКВД-КГБ. — 1996. — № 1. — С. 5-60.
- Справа «Весна» 1930-1931 pp. - за документами Державного архіву Служби безпеки України // З архівів ВУЧК-ГПУ-НКВД-КГБ. — 2002. — № 1(18)-2(19).
- Сердюки гетмана Скоропадского. Украина. 1918 г. :  [рос.] // Цейхгауз. — 2002. — № 18. — С. 40—46. — ISSN 0868-801X.
- Полковой альбом киевских гусар :  [рос.] // Цейхгауз. — 2002. — № 19. — С. 33—36. — ISSN 0868-801X.
- Полковой альбом киевских гусар (2) :  [рос.] // Цейхгауз. — 2002. — № 20. — С. 28—30. — ISSN 0868-801X.
- «Душа скорбит, уста должны молчать...» : Памятные кольца Михайловского и Константиновского артиллерийских училищ в Советской России :  [рос.] // Цейхгауз. — 2002. — № 21. — С. 32—36. — ISSN 0868-801X.
- Альбом графа Ф. А. Келлера периода Великой войны 1914—1917 :  [рос.] // Старый Цейхгауз. — 2008. — № 28. — С. 29—32.
- Под звездой Давида : Еврейские сионистские формирования в Одессе в 1917—1919 гг. :  [рос.] // Старый Цейхгауз. — 2008. — № 28. — С. 33—38.
- Альбом графа Ф. А. Келлера. 1914—1917 :  [рос.] // Старый Цейхгауз. — 2008. — № 29. — С. 44—32.
- Военно-морское ведомство Украины. 1917—1924 :  [рос.] // Старый Цейхгауз. — 2008. — № 29. — С. 58—66.
- 1-я Запорожская авиационная эскадрилья армии УНР :  [рос.] // Старый Цейхгауз. — 2009. — № 30. — С. 46—53.
- Галицкая авиация. 1918—1920 :  [рос.] // Старый Цейхгауз. — 2009. — № 31. — С. 44—49.
- Тинченко Я. Червонное казачество. 1917—1925 : Организация и униформа :  [рос.] / Тинченко Я., Степанов А. // Старый Цейхгауз. — 2010. — № 35. — С. 48—54.
- Галицкая армия. Ноябрь 1918 — апрель 1920 :  [рос.] // Старый Цейхгауз. — 2010. — № 36. — С. 32—49.
- Вооруженные формирования Белорусской народной республики на территории Литвы. 1919—1923 :  [рос.] // Старый Цейхгауз. — 2010. — № 38. — С. 46—51.
- Красно-гусарский (Заволжский кавалерийский) полк :  [рос.] // Старый Цейхгауз. — 2011. — № 39. — С. 60—62.
- Знамёна и юбилейные ленты Брянского и Орловского пехотных полков :  [рос.] // Старый Цейхгауз. — 2011. — № 40—41. — С. 52—65.
- Награды правительства Украинской народной республики в эмиграции :  [рос.] // Старый Цейхгауз. — 2012. — № 50. — С. 80—84.
- Українські емігрантські ордени Богдана Великого та Святого архангела Михайла: справа рук меценатів-мрійників чи спецоперація ВУЧК? // З архівів ВУЧК-ГПУ-НКВД-КГБ. — 2012. — № 2. — С. 40—56.
- Георгіївська дума в Українській Державі П. Скоропадського та доля її членів у світлі архівно-кримінальних справ // З архівів ВУЧК-ГПУ-НКВД-КГБ. — 2013. — № 1. — С. 216—231.
- Архівно-кримінальна справа генерала Армії УНР Володимира Сінклера // З архівів ВУЧК-ГПУ-НКВД-КГБ. — 2017. — № 2(48). — С. 259.
- Від Арсеналу до Соловків: доля отамана Омеляна Волоха та його червоних гайдамаків // З архівів ВУЧК-ГПУ-НКВД-КГБ. — 2019. — № 1(51). — С. 286.